# کنون سیتی (مینه‌سوتا)
کنون سیتی (به انگلیسی: Cannon City) یک منطقهٔ مسکونی در ایالات متحده آمریکا است که در مینه‌سوتا واقع شده‌است. کنون سیتی ۱۱۰ نفر جمعیت دارد و ۳۶۶٫۹۸ متر بالاتر از سطح دریا واقع شده‌است.